# Liliencron (Adelsgeschlecht)
Liliencron ist der Name eines deutsch-dänischen Adelsgeschlechts.

## Geschichte
Das Geschlecht stammt aus Schleswig und beginnt seine Stammreihe mit Paul Martens, urkundlich 1630, Kaufmann in Bredstedt. Dessen Sohn Andreas Pauli (1630–1700) erhielt am 2. Mai 1654 den Reichsadelsstand mit „von Liliencron“ und am 4. Dezember 1665 die dänische Adelsanerkennung. Der Reichsfreiherrenstand mit der Anrede „Wohlgeboren“ erging in Laxenburg am 5. Juni 1673 für denselben Andreas Paul von Liliencron als dänischer Wirklicher Rat und Ministerialresident in Wien.
Den dänischen Adelsstand mit dem Baronstitel erhielten am 30. Oktober 1829 Louis und Andreas von Liliencron, durch nachfolgende Ehe legitimierte Söhne des dänischen Ober-Kriegskommissars und Kapitäns a. D. Andreas Freiherr von Liliencron (1774–1823) und der Friederike Gries.

## Wappen
Blasonierungen
- 1654: Geviert, 1 und 4 in Gold ein halber gekrönter schwarzer Adler am Spalt, eine silberne Lilie haltend, 2 und 3 in Rot eine silberne Lilie, überhöht von einer goldenen Blätterkrone. Auf dem Helm mit rechts schwarz-goldenen, links rot-silbernen Decken eine schwarz-gefiederte goldene Adlerklaue, eine silberne Lilie haltend, zwischen offenem schwarzen Flug.
- 1654: Schräg quadriert, 1 und 4 in Roth ein silberner Balken, über welchem eine goldene Krone; der Balken wie der untere rothe Theil sind mit einer silbernen Lilie belegt, welche unter der Krone steht, 2 u. 3 in Gold ein gekrönter schwarzer Adler. Den Schild deckt eine große Krone.
- 1665: Geviert wie 1654 und belegt mit silbernem Herzschild, darin zwei rote Balken, überdeckt von einem aufgerichteten gekrönten blauen Löwen, der einen blauen Merkurstab hält; Helm wie 1654.
- 1673: Geviert wie 1654, 1 und 4 wie 1654, jedoch die Lilie überhöht von einer goldenen Blätterkrone, 2 und 3 wie 1654; auf dem Helm mit rechts schwarz-goldenen, links rot-silbernen Decken eine schwarz-gefiederte goldene Adlerklaue, die von der Krone überhöhte Lilie haltend.
- 1829: In Blau drei (2:1) silberne Lilien; dänische Baronskrone.

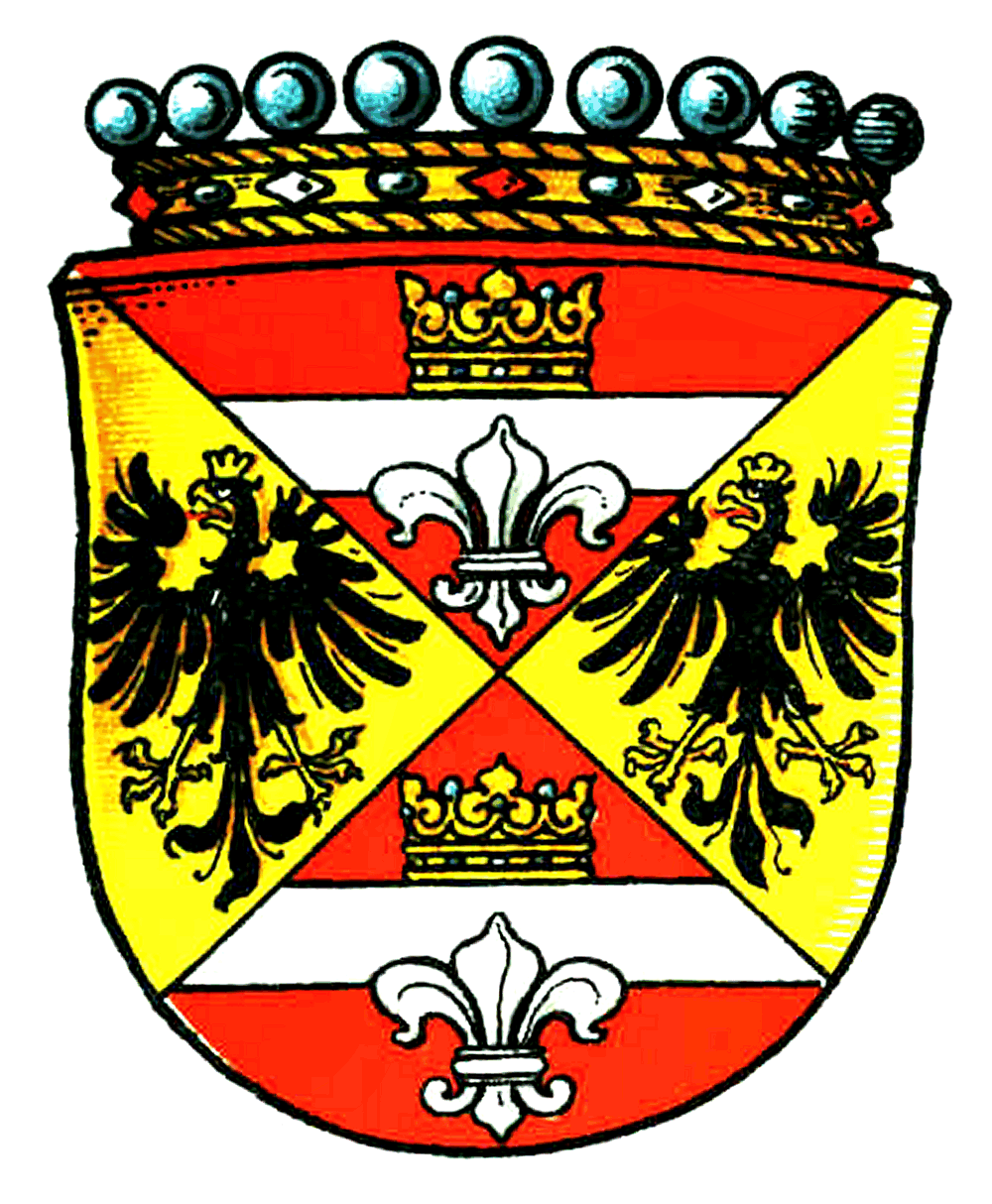
Wappen Andreas Pauli von Liliencron, 1654
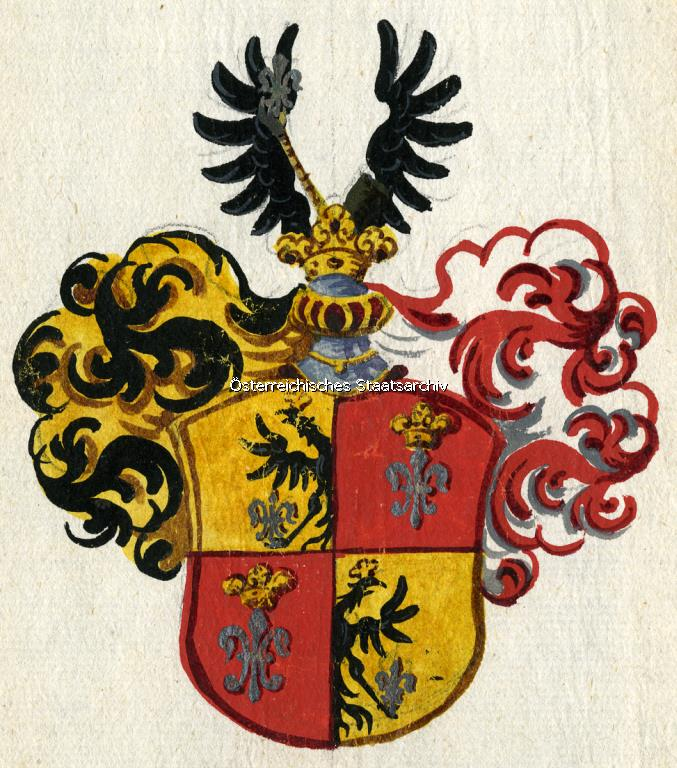
Wappen Andreas Pauli von Liliencron, 1654
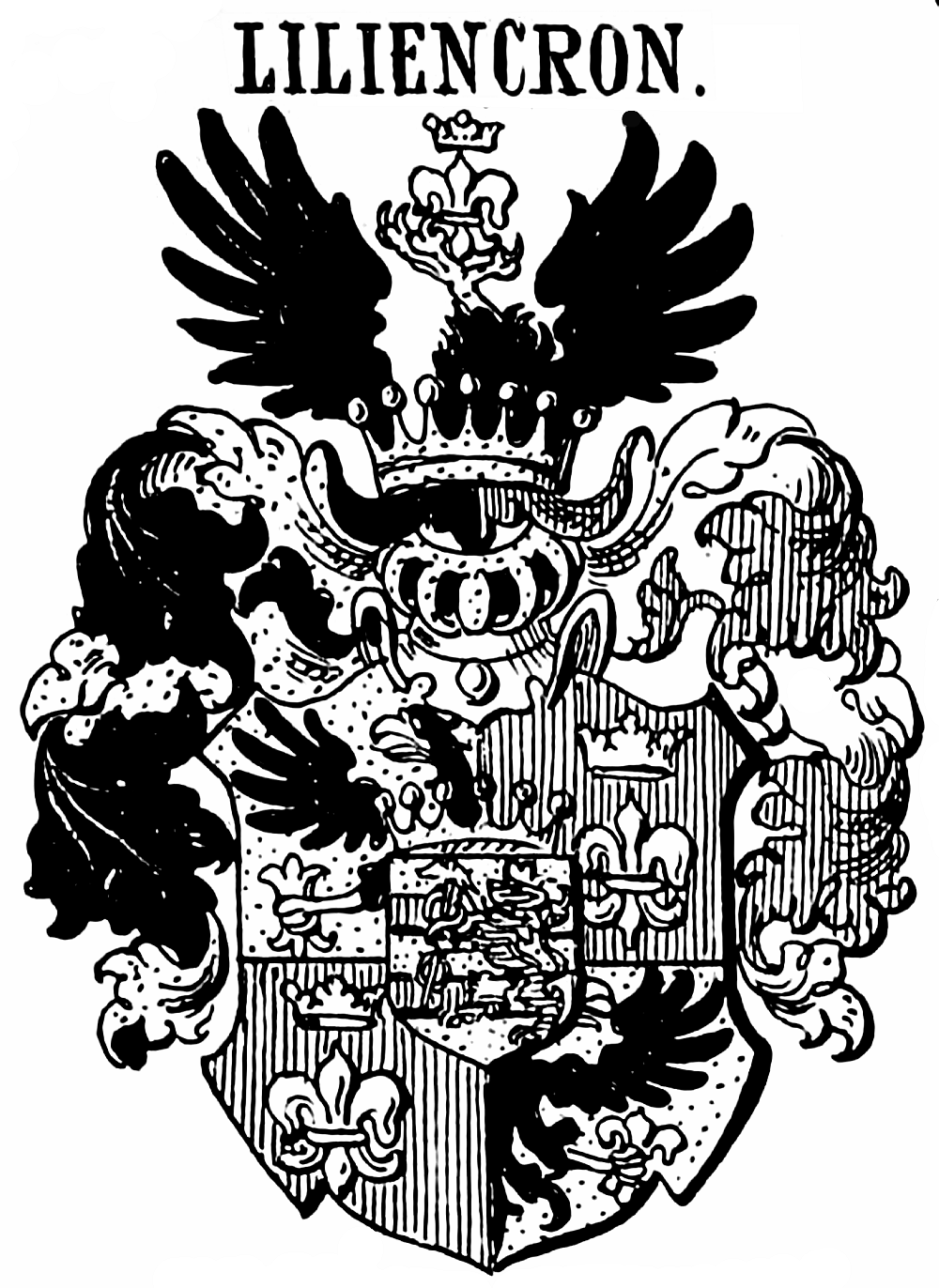
Wappen der Freiherren von Liliencron, 1665
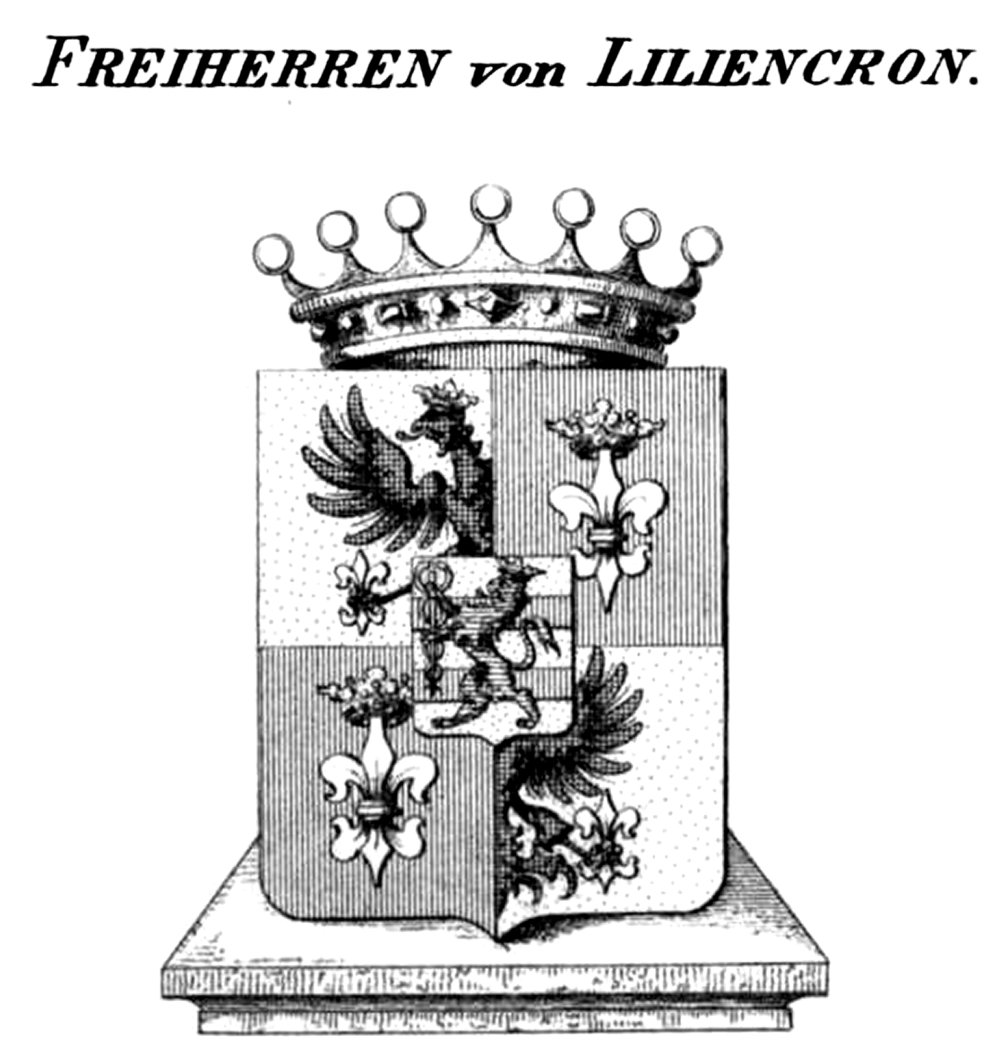
Wappen der Freiherren von Liliencron, 1665

## Angehörige
- Andreas Pauli von Liliencron (1630–1700), deutsch-dänischer Geheimrat, Landdrost der Herrschaft Pinneberg
- Friedrich Nicolaus von Liliencron (1806–1893), Flensburger Oberpräsident und Abgeordneter
- Rochus von Liliencron (1820–1912), deutscher Germanist und Historiker
- Adda von Liliencron, geb. von Wrangel (1844–1913), deutsche Schriftstellerin
- Detlev von Liliencron (1844–1909), deutscher Schriftsteller
- Luiz von Liliencron (1865–1937), preußischer Generalmajor

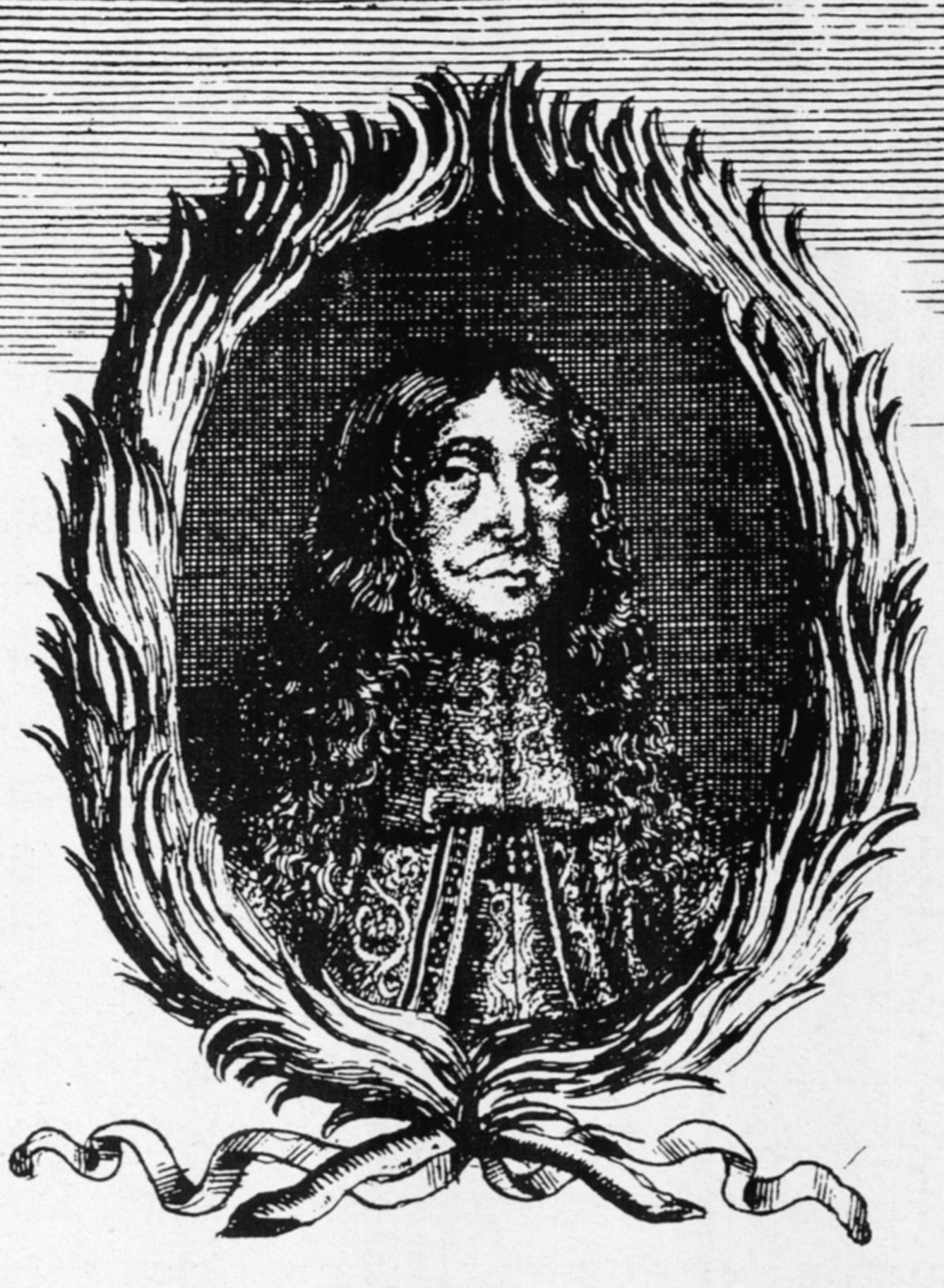
Andreas Pauli von Liliencron (1630–1700)
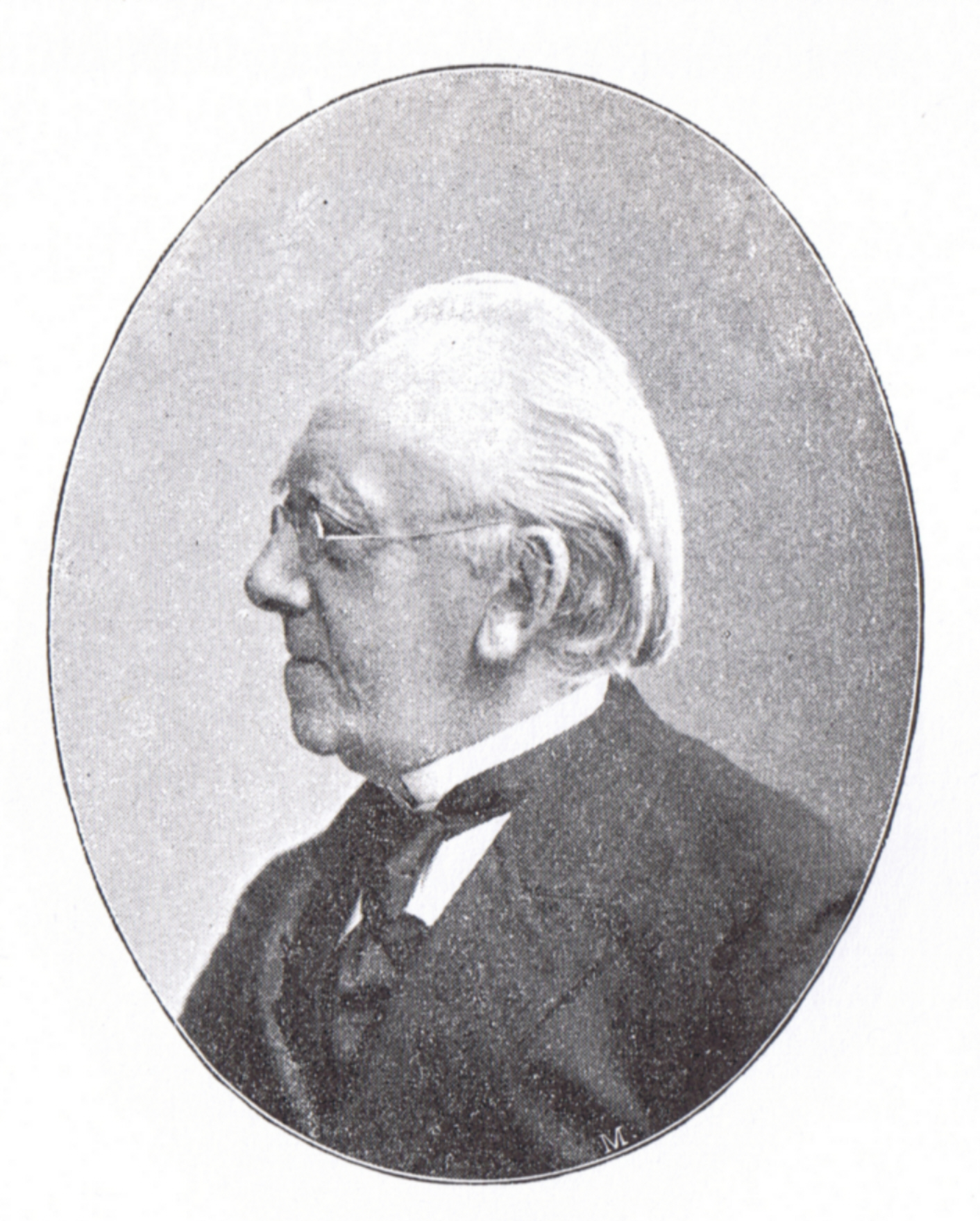
Rochus von Liliencron (1820–1912)
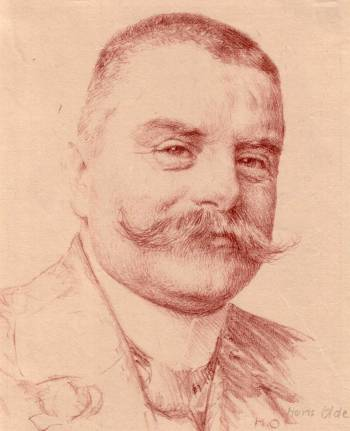
Detlev von Liliencron (1844–1909)